# 杰里米·林
杰里米·林（英語：Jeremy Linn，1975年1月6日—），美国男子游泳运动员。他曾代表美国参加1996年夏季奥林匹克运动会游泳比赛，获得男子4×100米混合泳接力金牌和男子100米蛙泳银牌。